# 자키르 후세인 칸
자키르 후세인 칸(Zakir Husain Khan, 1897년 2월 8일~1969년 5월 3일)은 대학 교수 출신의 인도의 정치인이다. 인도 칼쿠타 대학교 교수를 거쳐 인도 델리 대학교 교수 등을 지낸 그는 훗날 인도 비하르 주지사, 인도 부통령, 인도 대통령 등을 지냈다.
그는 1967년 5월 13일에서 2년 후 1969년 5월 3일을 기하여 향년 72세로 별세(병사)할 때까지 인도 대통령에 재임하였는데 인도 대통령 재임 2년간 시절 중 일부이던 1968년 1월 1일에서 1968년 2월 29일까지 바라하지리 벵카타 지리 인도 부통령이 한 달 남짓 인도 국정 실권을 전담하였고 1968년 2월 29일에서 1968년 5월 13일까지 인디라 간디 인도 총리가 석 달 남짓 인도 국정 실권을 전담한 전력이 있다.

## 역대 선거 결과
| 선거명      | 직책명        | 대수 | 정당   | 득표율 | 득표수    | 결과 | 당락 |
| ----------- | ------------- | ---- | ------ | ------ | --------- | ---- | ---- |
| 1962년 선거 | 인도의 부통령 | 2대  | 무소속 | 97.59% | 568표     | 1위  |      |
| 1967년 선거 | 인도의 대통령 | 3대  | 무소속 | 56.2%  | 471,244표 | 1위  |      |